# Луна-23
«Луна-23» — советская автоматическая межпланетная станция (АМС) для изучения Луны и космического пространства.
28 октября 1974 года осуществлён пуск ракеты-носителя «Протон-К / Д», которая вывела на траекторию полёта к Луне АМС «Луна-23» с возвращаемым аппаратом на борту. 31 октября 1974 года была осуществлена коррекция траектории полёта станции. 2 ноября 1974 года станция «Луна-23» выведена на орбиту вокруг Луны. Для обеспечения посадки станции в расчётный район Луны 4 и 5 ноября были осуществлены коррекции орбиты. В результате, станция перешла на эллиптическую орбиту с максимальной высотой над поверхностью Луны 105 км и минимальной высотой 16290 метров. 6 ноября 1974 года было начато торможение с помощью двигательной установки для схода с орбиты и посадки на поверхности Луны. Снижение происходило штатно до высоты 2280 м, измерение скорости и дальности на этапе прецизионного торможения производилось с помощью доплеровского измерителя скорости ДА-018. На высоте 400—600 м должно было произойти переключение на второй диапазон измерений, однако по каналу дальности этого не произошло и на высоте 130 м данные о высоте прекратили поступать. Посадка на поверхности Луны была осуществлена на юго-восточной окраине моря Кризисов, в точке с селенографическими координатами 12°39′50″ с. ш. 62°07′48″ в. д. / 12,664° с. ш. 62,13° в. д., однако при этом вертикальная скорость составила 11 м/с при допустимом значении в 5 м/с, наклон станции от вертикали составил 10-15 градусов, что привело к опрокидыванию станции в сторону грунтозаборного устройства и механическому повреждению объекта, разгерметизации приборного отсека и отказу дециметрового передатчика. Попытка дать команду с Земли на включение грунтозаборного устройства и подготовку взлётной ступени к старту оказалась безуспешной, поэтому было принято решение провести работу со станцией по сокращённой программе. 9 ноября 1974 года работа со станцией «Луна-23» была прекращена.
В 2010 году был обнаружен астрономический объект 2010 KQ, который, как считают учёные, является искусственным, и, вероятно, является отработавшей четвёртой ступенью ракеты-носителя станции «Луна-23».

## Снимок Лунного орбитального зонда
16 марта 2012 г. на сайте Лунного орбитального зонда Lunar Reconnaissance Orbiter был опубликован снимок

с высоким разрешением места посадки Луны-23. На нем видно, что станция при посадке опрокинулась набок. На снимке буквами обозначены: D — посадочная ступень, А — взлетная ступень.